# Теронваранъярви
Те́ронва́ранъя́рви (фин. Teronvaaranjärvi) — озеро на территории Лоймольского сельского поселения Суоярвского района Республики Карелия.

## Общие сведения
Площадь озера — 1 км², площадь водосборного бассейна — 144 км². Располагается на высоте 153,0 метров над уровнем моря.
Форма озера продолговатая, вытянутая с севера на юг. Берега каменисто-песчаные, местами заболоченные.
Через озеро протекает река Уксунйоки.
В озере пять островов различной площади, однако их количество может варьироваться в зависимости от уровня воды.
С запада от озера проходит грунтовая дорога местного значения без наименования.
Населённые пункты возле озера отсутствуют. Ближайший — посёлок Райконкоски — расположен в 17 км к ЮВ от озера.
Название озера переводится с финского языка как «озеро у Терентьевой горы».
Код объекта в государственном водном реестре — 01040300211102000013810.